# Adriano di Tiro
Adriano di Tiro (in greco Ἀδριανός; Tiro, ... – ...; fl. II secolo) è stato un retore greco antico, vissuto al tempo degli imperatori Marco Aurelio e Commodo.

## Biografia
Discepolo del famoso Erode Attico, insegnò filosofia ad Atene quando ancora il suo maestro era in vita. Il successo di Adriano non sembra aver compromesso il rispetto fra i due: Erode, infatti, dichiarò che i discorsi non terminati dal discepolo erano «frammenti di un colosso»; Adriano, dal canto suo, mostrò tutta la sua gratitudine nei confronti del maestro nell'orazione funebre che pronunciò sul suo sepolcro.
Filostrato racconta che subì un processo per aver ucciso un mendicante che lo aveva insultato, ma fu assolto. Marco Aurelio, conosciuto durante una visita di quest'ultimo ad Atene, lo invitò a Roma e lo onorò della sua amicizia. Dopo la morte di Marco Aurelio, egli divenne il segretario personale di Commodo.
Morì a Roma non più tardi del 192 d.C., se è vero che Commodo (che fu assassinato proprio in quell'anno) gli inviò una lettera quando era in fin di vita.
Delle opere a lui attribuite da Suda restano solo tre declamazioni. Esse sono state edite da Leo Allatius negli Excerpta Varia Graecorum Sophistarum ac Rhetoricorum, Romae 1641, e da Walz nel primo volume dei Rhetores Graeci, nel 1832.